# Michel Klochendler
 (juin 2021).
Si vous disposez d'ouvrages ou d'articles de référence ou si vous connaissez des sites web de qualité traitant du thème abordé ici, merci de compléter l'article en donnant les références utiles à sa vérifiabilité et en les liant à la section « Notes et références ».
Michel Klochendler est un monteur et monteur son français né à Paris. Récompensé en 1998 pour meilleur son aux César du cinéma, nommé en 2013 pour meilleur montage pour Camille redouble. Il a travaillé avec François Truffaut, Maurice Pialat, Jacques Rivette, André Téchiné, Youssef Chahine et Claude Berri.

## Biographie
Michel Klochendler est né le 13 septembre 1957 dans le 12e arrondissement de Paris dans une famille meurtrie par la guerre. C'est grâce à l'impulsion de sa sœur, Suzanne Schiffman, qu'il commence à travailler dans le cinéma. Refusé à l'IDHEC après être parvenu au séminaire d'entrée, Jean Douchet lui dira que c'est parce qu'il est trop jeune. C'est aussi l'époque des cours magistraux de Henri Langlois à la cinémathèque. Puisque l'école ne veut pas de lui, Il apprendra sur le tas et ses premières expériences sont dans l'assistanat à la mise en scène avec Rivette et Joe Dallessandro sur Merry-Go-Round. Une première expérience de montage avec Agnès Guillemot le séduit et c'est sur L'Homme qui aimait les femmes et La Chambre verte de François Truffaut  qu'il débute vraiment sa carrière. Il devient monteur son dans les années 80 avec le développement du son Dolby. Il a ensuite élaboré la bande-son de nombreux films de Maurice Pialat à Amos Gitaï, d'Olivier Assayas à Agnès Jaoui. Le montage est pour lui la deuxième écriture du film et c'est à la fin des années 1990 qu'il décide de revenir au montage image avec Petites et sa suite La vie ne me fait pas peur de Noémie Lvovsky, Tangos volés d'Eduardo de Gregorio, Sophie Letourneur pour La Vie au ranch.

## Filmographie

### Monteur
- 1987 : Vera de Béatrice Pollet
- 1995 : Le Grand Blanc de Lambaréné de Bassek Ba Kobhio
- 1997 : Petites de Noémie Lvovsky
- 1999 : La vie ne me fait pas peur de Noémie Lvovsky
- 2000 : Anna en Corse (téléfilm) de Carole Giacobbi
- 2001 : Vices & services (CM) de Olivier Soler
- 2001 : Les Couilles de l'éléphant de Henri Joseph Koumba Bididi
- 2002 : Varsovie-Paris (CM) de Idit Cébula
- 2002 : Tangos volés d'Eduardo de Gregorio
- 2004 : La Tête dans le vide (CM) de Sophie Letourneur
- 2004 : La Valse des gros derrières de Jean Odoutan
- 2005 : J'invente rien de Michel Leclerc
- 2005 : Manue bolonaise (CM) de Sophie Letourneur
- 2005 : Au crépuscule des temps (Téléfilm) de Sarah Lévy
- 2007 : We Too Have No Other Land (documentaire) de Jerrold Kessel et Pierre Klochendler
- 2007 : Belle-Île-en-Mer (CM) de Benoît Forgeard
- 2007 : Roc et Canyon de Sophie Letourneur
- 2008 : La Vie au ranch de Sophie Letourneur
- 2010 : Touch & Go Yves Bourgeois (Documentaire)
- 2010 : Au-delà d'un Naufrage de Yves Bourgeois
- 2010 : La Relève du dinosaure (documentaire), d'Olivier Julien et Daisuke Takama
- 2011 : Nanotechnologies: La Révolution Invisible d'Olivier Julien (Documentaire)
- 2011 : Pim-Pim Tché de Jean Odoutan
- 2012 : Camille redouble de Noémie Lvovsky
- 2013 : Autour de la mémoire de Tcheky Karyo, un clip de Enki Bilal
- 2013 : Mosaic de Marco Cabriolu
- 2013 : Crazy Horse de Brigitte Fontaine, un clip de Enki Bilal
- 2013 : Young Couples de Marc di Domenico
- 2014 : Gaby Baby Doll de Sophie Letourneur
- 2014 : Le Monde de Fred de Valérie Prejlocaj
- 2015 : Paris is Voguing de Gabrielle Culand
- 2015 : La mélancolie des télésièges de Joséphine de Meaux
- 2016 : Dangereuse de Christophe, un clip de Sidney Carron
- 2018 : Trip de Lesly Lynch et Geoffrey Cochard
- 2018 : Millionaire Mind Secrets de Marco Cabriolu
- 2018 : Les Petits Flocons de Joséphine de Meaux
- 2019 : Quatorze Ans de Barbara Carlotti
- 2019 : Énorme de Sophie Letourneur
- 2020 : Éléonore d'Amro Hamzawi
- 2020 : Chronique d'un antisémitisme d'aujourd'hui de Georges Benayoun
- 2021 : Grand Paris (film) de Martin Jauvat
- 2021 : Ojiichan de Momoko Seto, Conseiller au montage
- 2022 : Un été à Boujad de Omar Mouldouira
- 2022 : La Colline où rugissent les lionnes de Luàna Bajrami Sélection Quinzaine des Réalisateurs 2021 Festival de Cannes 2021
- 2023 : Voyages en Italie de Sophie Letourneur (consultant au montage)
- 2025 : Planètes de Momoko Seto
- 2024 : Le garçon qui la nuit de Jérémy Piette
- 2024 : Les animaux vont mieux de Nathan Ghali Sélection Berlinale 2024

### Monteur son
- 1984 : Ave Maria de Jacques Richard
- 1985 : Adieu Bonaparte de Youssef Chahine
- 1985 : Le Neveu de Beethoven de Paul Morrissey
- 1986 : Le Lieu du crime d'André Téchiné
- 1986 : L'Unique de Jérôme Diamant-Berger
- 1986 : Désordre de Olivier Assayas
- 1987 : Les Innocents d'André Téchiné
- 1988 : Ada dans la jungle de Gérard Zingg
- 1988 : Le Complot de Agnieszka Holland
- 1989 : L'Enfant de l'hiver de Olivier Assayas
- 1989 : Marat (téléfilm) de Maroun Bagdadi
- 1989 : Berlin-Jérusalem d'Amos Gitaï
- 1989 : Chambre à part de Jacky Cukier
- 1989 : Pentimento de Tonie Marshall
- 1989 : Les Enfants du désordre de Yannick Bellon
- 1990 : Uranus de Claude Berri
- 1990 : Tilai de Idrissa Ouedraogo
- 1991 : Milena de Véra Belmont
- 1991 : Impromptu de James Lapine (Monteur des effets sonores)
- 1993 : Mensonge de François Margolin
- 1993 : Germinal de Claude Berri
- 1993 : La Légende de Jérôme Diamant-Berger
- 1994 : L'Eau froide d'Olivier Assayas
- 1994 : Elles ne pensent qu'à ça... de Charlotte Dubreuil
- 1996 : Les Voleurs de André Téchiné
- 1997 : Lucie Aubrac de Claude Berri
- 1997 : On connaît la chanson d'Alain Resnais
- 1998 : Alice et Martin d'André Téchiné
- 1999 : La Débandade de Claude Berri
- 2000 : Le Goût des autres d'Agnès Jaoui
- 2006 : Le Prix à payer de Alexandra Leclère
- 2007 : Roc et Canyon de Sophie Letourneur
- 2013 : Young Couples de Marc Di Domenico
- 2014 : Gaby Baby Doll de Sophie Letourneur
- 2015 : La mélancolie des télésièges de Joséphine de Meaux
- 2023 : Voyages en Italie de Sophie Letourneur

### Acteur
- 2013 : Young Couples de Marc Di Domenico: Le Commissaire
- 2019 : Le Regard de Charles de Marc Di Domenico: Voix de François Truffaut
- 2021 : Candice à la fac de François Labarthe: L'homme à la chaise roulante

### Assistant monteur
- 1976 : Un type comme moi ne devrait jamais mourir de Michel Vianey
- 1977 : L'Homme qui aimait les femmes de François Truffaut
- 1978 : La Chambre verte de François Truffaut
- 1983 : Au nom de tous les miens de Robert Enrico

### Assistant monteur son
- 1982 : Les Misérables de Robert Hossein
- 1983: Au nom de tous les miens de Robert Enrico

### Assistant réalisateur
- 1977 : Le vieux pays ou Rimbaud est mort de Jean Pierre Lefebvre
- 1980 : Loulou de Maurice Pialat
- 1981 : Merry-Go-Round de Jacques Rivette

### Assistant Metteur en scène
- 1978 : Notre-Dame de Paris, Palais des sports de Paris

## Distinctions
- Chevalier de l'ordre des Arts et des Lettres

### Récompense
- 1998 : César du meilleur son pour On connaît la chanson

### Nomination
- César 2013 : Nomination au César du meilleur montage pour Camille redouble